# Centennial (Colorado)
Centennial è una città degli Stati Uniti d'America, situata nella Contea di Arapahoe, nello Stato del Colorado. Nel censimento del 2018 la popolazione stimata era di 110 831 abitanti.